# 赵汝适
趙汝（1170年—1231年），字伯可，兩浙東路天台县人，宋朝宗室，進士出身。

## 生平
绍熙元年（1190年）为将士郎。次年，銓試中第一，授迪功郎、临安府余杭县主薄。庆元二年（1196年）登丙辰科进士，庆元五年（1200年）授從政郎。後又授文林郎。次年，任潭州湘潭縣县丞。開禧元年（1205年）為紹興府觀察判官。開禧三年（1207年）以奏舉，改宣教郎。嘉定二年（1209年）任婺州武義縣知縣。嘉定五年（1212年）轉奉議郎。次年，充行在，點檢贍軍激賞酒庫所，主管文字。嘉定八年（1215年）任滿，賞轉承議郎。次年，轉朝奉郎。同年二月，任临安府通判。四月，丁內艱歸鄉。嘉定十三年（1220年）轉朝散郎。嘉定十五年（1222年）宋寧宗受寶恩，轉朝請郎。次年，年任福建路南剑州知州。嘉定十七年（1224年）轉朝奉大夫。同年八月，宋理宗即位，轉朝散大夫。九月，任福建路市舶司提举。宝庆元年（1225年）七月，攝泉州知州。十一月，兼知南外宗正事。寶慶三年（1227年）六月，授兩浙西路安吉州知州，未赴任，改江南東路饒州知州。紹定元年（1228年）二月，轉朝請大夫。紹定三年（1230年）閏二月，奉旨兼攝江南東路提刑，以疾，三次上疏請求奉祠，三月，宋理宗批准趙汝适的請求，讓其主管華州雲台觀。次年，壽明仁福慈睿皇太后壽辰，轉朝議大夫。同年三月，召為主管官告院。七月，屬疾，乞求致仕。九月卒，享壽六十二歲。

## 著作
赵汝适出任福建泉州市舶司提举时，曾询问来自阿拉伯地区的商人关于他们国家的地理、风土、物产，收罗材料，撰写成为《诸蕃志》。

## 家族世系
赵汝适為宋太宗趙光義八世孙，濮安懿王趙允讓六世孫。曾祖趙士說，曾任保順軍節度使、開府儀同三司、封安康郡王。祖趙不柔，為承議郎、曾任廣南東路潮州通判，贈銀青光祿大夫。父趙善待，為朝請大夫、曾任荊湖北路岳州知州，贈太子少保。長兄趙汝述，淳熙十一年（1184年）進士，任平江府知府。有子二人：長子趙崇縝，為從事郎、任兩浙西路嚴州司戶參軍；次子趙崇絢，亦為從事郎、任紹興府餘姚縣主薄。崇絢子趙必恊，為將仕郎。